# 玉环历史

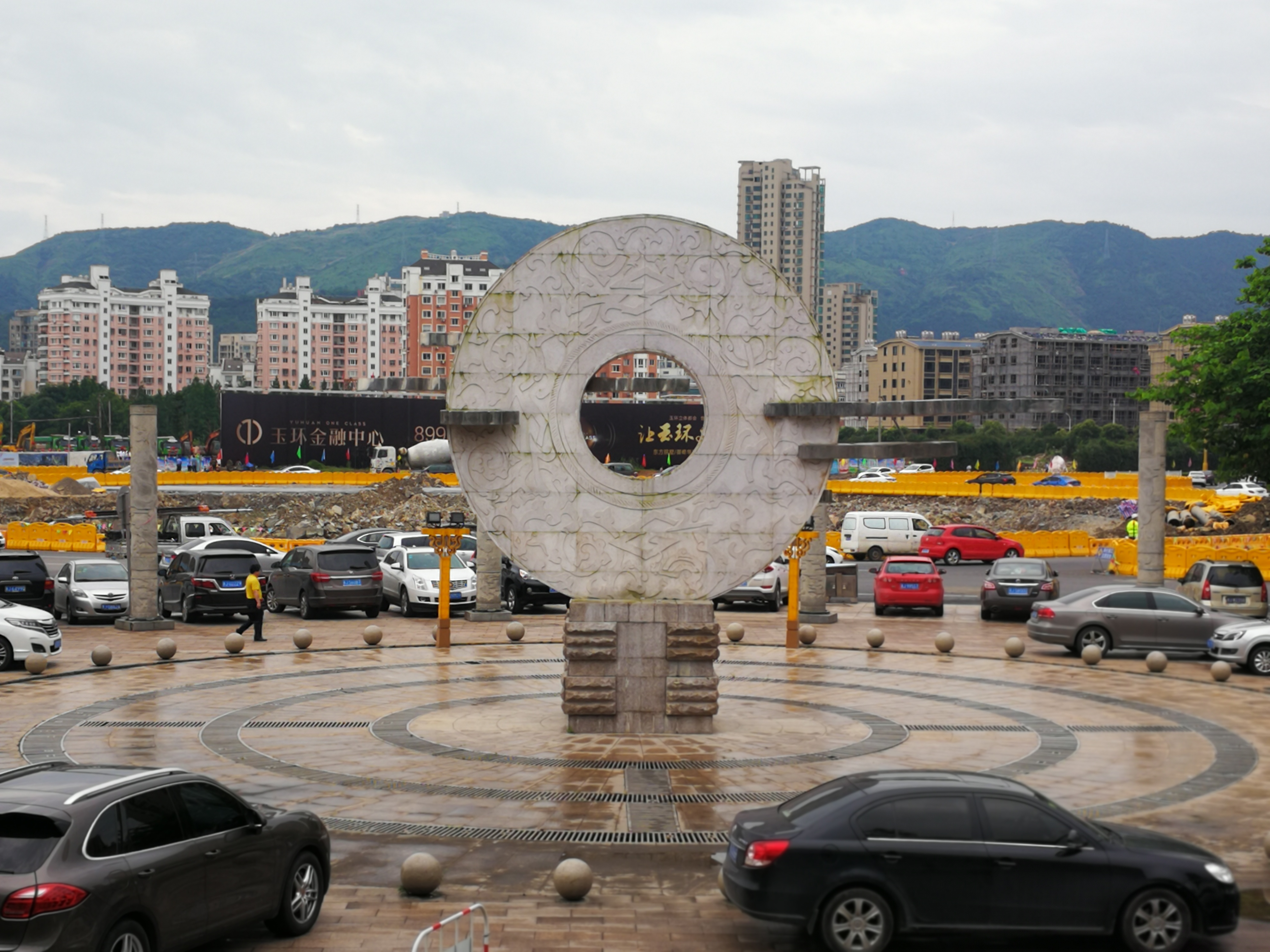
玉环大剧院前的玉环雕塑，这是玉环的标志性建筑之一

玉环市，别称“榴岛”，是中华人民共和国浙江省的一个直辖县级市，由台州市代管。位于台州市东南面、浙江省东南沿海，长三角经济圈南部；东临东海，南濒洞头洋与温州市相连，西隔乐清湾与乐清市相望，北与温岭市接壤。地势北高南低，丘陵平原相间。境内岛屿林立，海礁棋布，全境由楚门－玉环半岛及鸡山、披山等55个岛屿组成，是全国14个海岛县之一:1885。
玉环历史悠久，三合潭遗址出土的文物，说明了玉环的历史可追溯到新石器时代。而据《纪恩诗》摩崖石刻的记载，明洪武二十年（1387年）至清顺治十八年（1661年），因倭寇扰边，玉环全境陆续被迁弃；后于1728年建置玉环厅，玉环始有独立建制。本文记叙了玉环三千年来的历史以及近代的大事件。

## 史前至清末
几百万年前，玉环一带还是汪洋大海。太平洋板块和欧亚大陆板块的挤压，以及数百万年的地质运动，导致雁荡山脉抬升，形成玉环岛等岛屿。而据三合潭遗址的考古表明，玉环有人类居住的历史已被推至近3000年前，可追溯到新石器时代、商汤时期。夏、商、西周及春秋时代，玉环属瓯越地。那时玉环地区几乎没有平原，只有现今三合潭所在的地方因有溪流汇聚，形成了较大的、适合人类居住冲积平原。
战国时期，先属越地，后归楚国。秦朝时，属闽中郡。西汉初年属东瓯国，武帝建元年间属会稽郡，始元二年（前85年）属会稽郡回浦县（这也是台州建县之始）。到了公元前2世纪左右，玉环一带的人类活动痕迹消失。据推测，原因可能是当时的人随着东瓯国的迁徙离开故土，或是因为发生在东南沿海的一次特大洪潮。直到东汉末年才开始有人类活动。东汉永建四年（129年）之前属扬州会稽郡章安县，其后属扬州临海郡永宁县，属吴国辖内。玉环远离三国的纷争，迎来了大量的人口，他们聚居在现今的双庙、前塘垟一带。西晋末年北方的动乱，以及唐末至北宋初中原一带的战争，使得大量人口南迁，玉环人口有所增加。东晋太宁元年（323年）和宁康二年（374年）分属永嘉郡永宁县、永嘉郡乐成县。
南北朝、隋、唐、五代、宋、元、明初，随乐成县（五代后梁时改乐清县）并、设而变更。唐会昌二年（842年）前后，在今玉环县境置玉瑠镇。北宋初年，玉环置密鹦盐场（在今玉城街道），并发展成为浙江省四大盐场之一，声名甚至超过当时的另一大盐场永嘉盐场。这一时期，玉环属乐清县玉环乡的一部分。南宋乾道二年（1166年），玉环岛上狂风骤雨并海溢，溺死数万人。据前塘垟盐业遗址考古显示，原本的盐场成为潮间带，贝壳等海洋生物繁衍生息，证明了这一灾害对玉环的打击之大。四十年后的开禧二年（公元1206年），李宽来玉环恢复天富北监，将监市、商埠已转移至今玉城街道沙岙、东青一带，制盐场地转移到龙溪一带。此后，沙岙、东青一带（当时称为青岙）便成为玉环的经济、文化中心。南宋淳熙二年（1175年），戴明在现今楚门镇东西村建立玉环最早的书院——皆山书院。

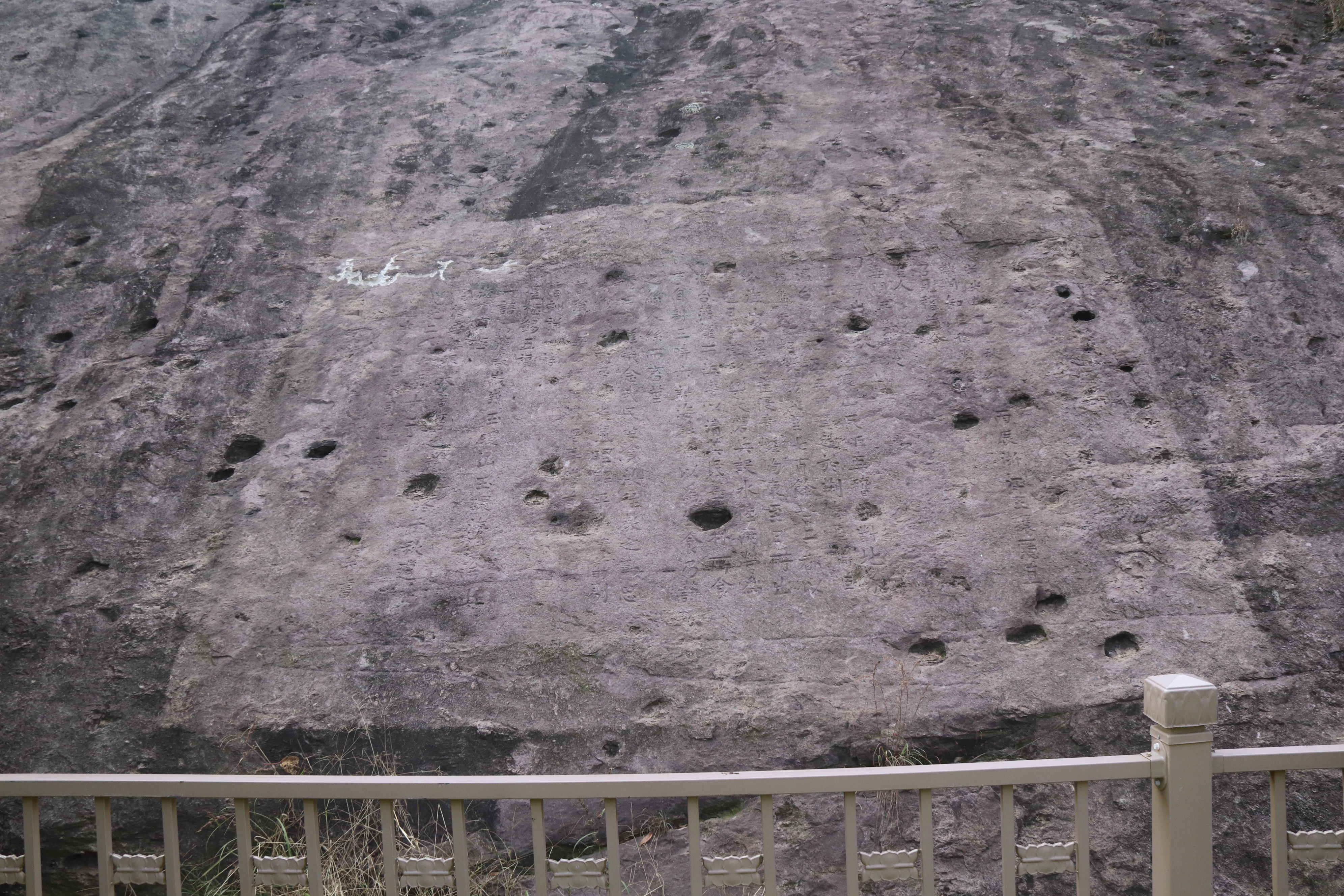
《纪恩诗》摩崖石刻的现状

洪武二十年（1387年），因常有倭寇侵扰，今漩门湾以南玉环岛全境被迁弃，居民全部迁徙至内陆。期间多次有人尝试重新开垦玉环岛，但遭到失败。成化十二年（1476年），乐清县山门、玉环2乡6都划归太平县（今温岭市），隶台州府，现玉环境内港北地区归太平县，港南地区被乐清、太平一带的游民占据，用于私种。清顺治十八年（1661年），郑成功在厦门抗清，为切断郑成功与沿海人民的联系，防止郑成功受到接济，朝廷下海禁令，撤边海三十里，包括楚门半岛在内的玉环全境遭到迁弃。康熙八年（1669年），清廷于竹冈（今属楚门镇）设防。至二十年（1681年）境界渐复。但楚门城一带已成荒涂，港南仍未开禁。
雍正三年（1725年），平阳籍闽人华文旦、姚云等60余人，到玉环岛居住垦荒，并提请开复，被台州制台、太平县主等人否决。雍正六年（1728年）三月二十四日，经户部议准后，雍正帝批示“准如所请”、“指示施行”，正式批准展复玉环。是年六月，在时任浙江巡抚李卫等人的努力下，玉环重新开垦，并设玉环厅，为直隶厅，温州府兼隶，政务直隶省。这是玉环独立建置之始。建置时的行政区划为两乡、两隅、二十二都、七十四村，辖周围七百余里地。玉环厅首任同知为张坦熊，称“温台玉环清军饷捕同知”。他招来邻近各县居民、游民五万余人，垦地六七万亩。之后上任的同知称为“玉环厅同知”，或“玉环分府同知”。雍正六年（1728年）至宣统三年（1911年），玉环厅共有历任同知92任、89人。雍正六年创办义学，雍正八年兴建玉环厅城垣，雍正十年三月竣工。
光绪年间，行政区划改为两隅、二十一都、一百四十九村。而据一些文物证明，光绪十四年（1888年）至光绪十六年间，玉环可能改称过玉环州。光绪十五年秋，玉环遭遇狂风暴雨、风暴海啸，海浪席卷多地，死伤、损失甚多。道光二十五年（1845年），徐荣上任玉环厅同知，并获得了道光帝的专门召见。到任后，感慨万千的徐荣就玉环的情况及道光帝的召见情形，写成一首五言长诗《纪恩恭衍》刻在芦浦寿星山东坡崖壁之上，为《纪恩诗》摩崖石刻。光绪年间，楚门人、江西广信府兴安县候补知县韩姬宗夫妇，引进福建漳州的柚果“文旦”，与玉环广柑嫁接、培育改良后，形成新品种柚类“楚门文旦”，又称“玉环柚”、“玉环文旦”，现在已成为玉环特产之一。

## 中华民国时期
1911年，中华民国建立前夕，时任玉环同知成章因惧怕辛亥革命形势而逃离。玉环人民推举耿灿东为佐治员，襄办厅事。次年2月，中华民国成立，玉环改厅为县（1914年5月23日公布的《道官制》，标志着玉环厅正式废除，改为玉环县），属温处道，县城置于朝珠镇。基层行政循清朝末年旧制，实行区（乡）地方自治，县11个自治乡、区（1914年取消自治，1916年恢复）。1912年秋天，玉环县城至坎门的石板路开始铺筑，长30华里，1918年初竣工。1913年，太平塘（今玉环青马富有塘）启动围垦，1916年堵口合龙，堤长2094米，围垦面积达到1300亩。1914年6月，温处道改为瓯海道。1917年6月，玉环人郭云观进入美国哥伦比亚大学法学系，为玉环首位留洋学生。该年10月9日，省政府批准玉环土地为民有。
1923年11月2日，玉环遭遇台风，暴雨迅猛、山洪并发，淹没者甚多，死伤无数，秋粮无收。1924年，玉环第一所女子学校——坎门区立女子第一小学开办。1926年，玉环首家钱庄“源源”号在坎门镇开业。1927年，废道县制，直属省管。1929年，玉环遭遇旱、涝、风、虫灾严重，尤其以蝗灾为甚，庄稼无收，逃荒者不绝于途。1929年，国民政府陆军测量总局在玉环西台乡鲳鱼岙设坎门验潮所，是中国自行选址、设计和建造的第一座验潮所，于1930年基本建成，同年5月正式开始验取潮汐数据。
1932年，建立行政督察区，属温州辖区，温州为第十行政督察区。1933年秋，玉环县第一届民众运动会在县城大操场举行。1934年9月，改划第八行政督察区。1935年8月，全省设置专员公署共九个区，温州为第八区，下辖玉环等地。是年12月12日，浙江省拒毒巡回团在玉环县城举行民众拒毒大会，会上焚毁了烟土、烟具，这对后来永嘉县设置戒烟所产生了影响。1936年4月，国民政府设立兵役管区制度。浙江设军管区，下设温处等四个师管区；温处师管区下辖永嘉等四个团管区，永嘉团管区管辖玉环等五县。1939年7月16日，玉环县抗日后援会创办《玉环日报》。是年6月至次年3月及1941年4月13日至26日，玉环多地遭日本军炮击轰炸，死52人。
1940年3月，玉环县内多地流行天花，死者上千。这年5月，西门外教场的玉环县农林场创办。1942年春，玉环县简易师范学校创办，校址位于合垟乡三合潭（今玉城街道），并于1944年8月迁至县城文庙。5月30日，日军从坎门登陆入境，国民党玉环县党部、县政府机关大部，撤至楚门灵山寺，后又迁至芳杜樟岙，县城陷落；次日，日军经白墩撤走。1945年3月26日，日军30余人在坎门二条岭头设置据点；4月8日，成立親日的玉环县自治会；6月5日败退。8月15日，日本无条件投降。9月20日，玉环举行庆祝抗战胜利大会，6名親日人士跪地示众。同年10月28日，建忠烈祠以纪念抗战牺牲的将士。1946年3月，玉环县立初级中学创办，校址设在楚门镇。1947年6月3日，玉环举行纪念林则徐虎门销烟107年大会，玉环简易师范学校师生高举标语，游行罢课四天。1949年4月6日，解放军部队分三路进入环山镇，并在次日凌晨发动战斗，7时战斗结束，解放军攻占玉环县城，俘獲县长毛止熙。4月14日，中共玉环县委成立，玉环县民主政府同时成立，丁世祥任县委书记、县长。4月26日，中華民國政府設浙南行政公署，將其控制範圍劃歸下轄，民國39年（1950年）1月1日正式撤銷辦理。1954年9月，民國省政府將東南沿海控制範圍劃為1個行政督察區。1951年10月，玉環縣政府在披山島恢復建制，直至1953年大陳島撤退。

### 中国共产党

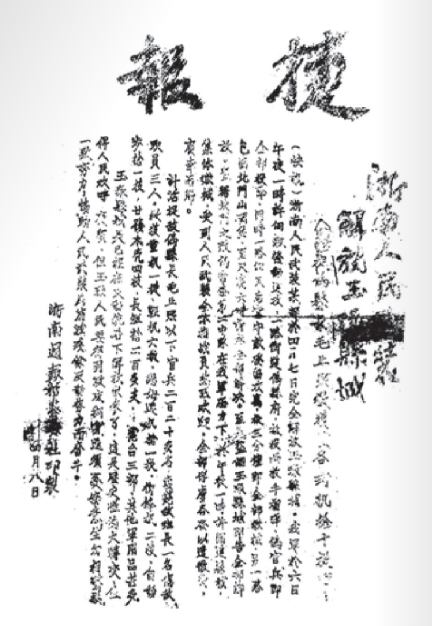
1949年4月8日，中共浙南特委发出的“解放玉环捷报”

1928年，中国共产党在玉环古顺发动古顺农民运动，成立农会，后因国民政府镇压而终止。1929年5月，中共台州中心县委书记石瑞芳在玉环考察，决定组织建立农民武装，筹建游击队。同年6月，中共永嘉中心县委指派金国祥为中共玉环县特派员。1930年1月，中共台州中心县委组织发动年关斗争，国共双方在楚门等地发生枪战。2月下旬，中央巡视员金贯真抵达玉环楚门、清港等地，成立中共楚门区委，金国祥兼任书记。同年3月，温岭玉环两地的游击队合并成立坞根游击大队。6月18至22日，中共玉环县委正式选举成立，金国祥为县委书记，领导玉环全3个区委与18个党支部。1930年8月下旬，国民政府在玉环大肆捕杀共产党员和红十三军战士，时任红十三军政委的潘心源遭到伏击身亡。11月上旬，中共浙南特委改组，中共玉环县委解散，下辖区委及支部全部停止活动。1932年至1938年，浙江省政府对当地红军游击队进行多轮、长期围剿，多人相继阵亡。
1936年至1937年，中共浙南委员会相继派人在玉环筹建中共组织。1938年4月，董仲升组建中共玉环县支部，并担任书记。同年7月，中共温州中心县委书记黄先河派宣传部长林国挺到玉环，并改组玉环支部为中共玉环中心区委。1938年8月，由于日军封锁瓯江口，玉环与温州的海上交通中断。1940年4月，中共组织在玉环的形势恶化，是年7月，国民党在浙南组织清乡，吕平请求撤销中共玉环县委。同年12月，改为中共玉环城区中心支部。1941年2月，中共台属特委委员郑梅迪恢复中共玉环县委。1943年后，郑梅迪叛变（后被枪毙），中共乐清县委通知玉环地区党支部隐藏撤退。1944年11月，中共乐清县委任命丁世祥为楚门特派员，负责筹建被日军破坏的玉环党组织。1945年1月，中共楚门中心支部成立，丁世祥任书记；同年3月改称楚门工作团，5月撤销，丁世祥改任玉环地区特派员。
1945年8月，中共玉城党支部重建。10月，中共海山工作委员会在大青岛成立。11月，乐清中心县委指派林建勋返回港南负责，并归玉环地区特派员领导，至此中共在玉环的工作推进至全县。1947年5月，中共浙南特委决定成立中共玉环区委。丁世祥出任区委书记，林存邦、林建勋为委员。1948年底，丁世祥等人扩建玉环县56个党支部、党员人数增加至472人，中共基层党组织已经遍及玉环、温岭全境。在此情况下，1949年4月6日，括苍第三支队队长周丕振、政治处主任郑美欣在乐清环山村主持玉环战前军事会议，时任玉环区委书记的丁世祥等人参加，讨论玉环县内国军兵力布防等。当夜解放军部队按部署分三路进入环山镇，并在7日凌晨发动战斗，7时战斗结束，解放军占领玉环县城，玉环除沿海部分島嶼外皆全境攻陷。

## 中华人民共和国时期
1949年10月1日，中华人民共和国成立。同月，玉环废保、甲，设乡、村（街）。12月，中国新民主主义青年团在玉环县成立工作委员会（1957年改为中国共产主义青年团玉环县委员会）。同月，玉城供销商店成立。1950年2月，建立玉环县供销合作总社。5月，中国共产党玉环县纪律检查委员会成立。6月7日，玉环县首次各界人民代表会议召开。10月1日，县卫生院成立，这是玉环县人民医院的前身。12月，玉环县设收音站。1951年，解放军进驻玉环后的第一个围垦工程——桐丽翻身塘竣工。堤长950米，围涂面积达170亩。1953年6月，玉环政府接管楚门粮食加工厂，更名为“公营玉环县楚门粮食加工厂”，这是玉环县首家国营工厂。1952年3月，麻疹流行，139人死亡。1955年2月9日，披山岛内居民900余人随大陈岛撤退迁往台湾。2月13日，解放军攻占包括披山岛在内的多个岛屿，解放军至此控制浙江沿海全部岛屿和玉环全境。5月，温岭泽国至玉环楚门公路竣工，6月通车，玉环县始有公路。11月，玉环县人民政府更名为“玉环县人民委员会”。

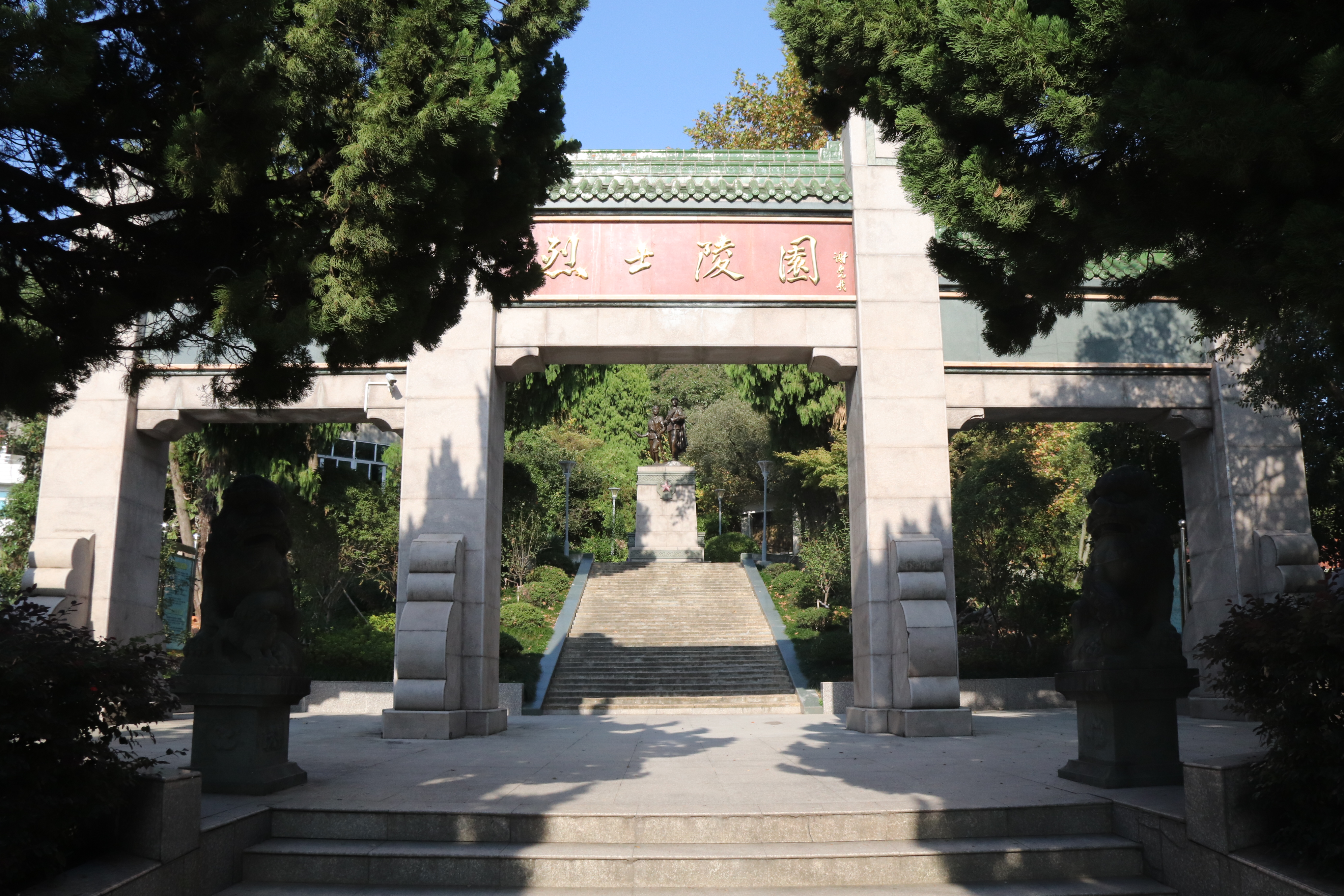
玉环市烈士陵园正面牌坊

1956年3月5日，玉环县播音站改为玉环有线广播站，为现今玉环市广播电视台的前身。5月20日，中共玉环县第一次代表大会在玉环县城召开。7月1日，玉环县委机关报《玉环报》创办。1957年5月1日，楚（门）坎（门）公路建成通车。是年，解放塘围垦工程竣工，围涂面积2900亩。1958年至1959年，兴建玉环县烈士陵园，朱德、谢觉哉、郭沫若题词。1959年4月，中共浙江省委、浙江省人民委员会决定，撤销玉环县建制，所属洞头、大门两公社划归温州市，楚门、坎门、玉城、陈屿4公社并入温岭县。4月1日，建立中共温岭县委玉环工委、温岭县人民委员会玉环办事处。1962年4月12日，恢复玉环县建制，属台州专区。1965年，玉环的粮食购不敷销，玉环由余粮县变为缺粮县。
1966年5月，文化大革命爆发。7月，县委成立“县文化大革命领导小组”，红卫兵于次月开始扫四旧。1967年10月，解放军对公安、检察、法院等机构进行军事管制。同月，“玉环县红色革命造反总司令部”成立。1967年下半年，“玉环县革命大联合委员会”成立，对立的两大派组织形成。1969年6月1日，玉环县革命委员会成立，党政合一，取代原中共玉环县委、玉环县人民委员会行使权力。全县进入混乱时期，大批干部群众受到批斗。1976年2月，漩门港堵港截流促淤工程动工，次年5月23日漩门大坝合龙，10月1日通车，《人民日报》进行报道，国务院办公厅等单位发文祝贺。1976年文革结束后，中共玉环县委对于“四人帮”有牵连的人进行清查。
1980年1月21日，环山镇更名“城关镇”。1981年7月8日，玉环县革命委员会公布了第一批玉环县文物保护单位，《纪恩诗》摩崖石刻、玉环市烈士陵园、陈参墓、楚门石狮四处文物保护单位榜上有名。11月1日至5日，玉环县第七届人民代表大会第一次会议召开，取消玉环县革命委员会，复建玉环县人民政府。1984年4月28日至30日，中国人民政治协商会议玉环县首届一次会议召开，决议成立人民政协玉环县委员会。是年，《人民日报》、《浙江日报》先后发文点赞玉环县大鹿山林场职工的二十年海岛拓荒行为。1986年，玉环文旦在全国优质农产品展评会上名列柚类第一。是年12月23日，玉环县最大围垦工程——桐丽五门工程大门坝堵口合龙，围涂面积7639亩。1987年2月，中央绿化委员会授予玉环县“全国绿化先进单位”的称号。是年底，五门滩涂开发项目列入世界银行贷款项目，共贷款270万美元。1988年9月4日，国务院批准玉环县为对外国人开放地区。

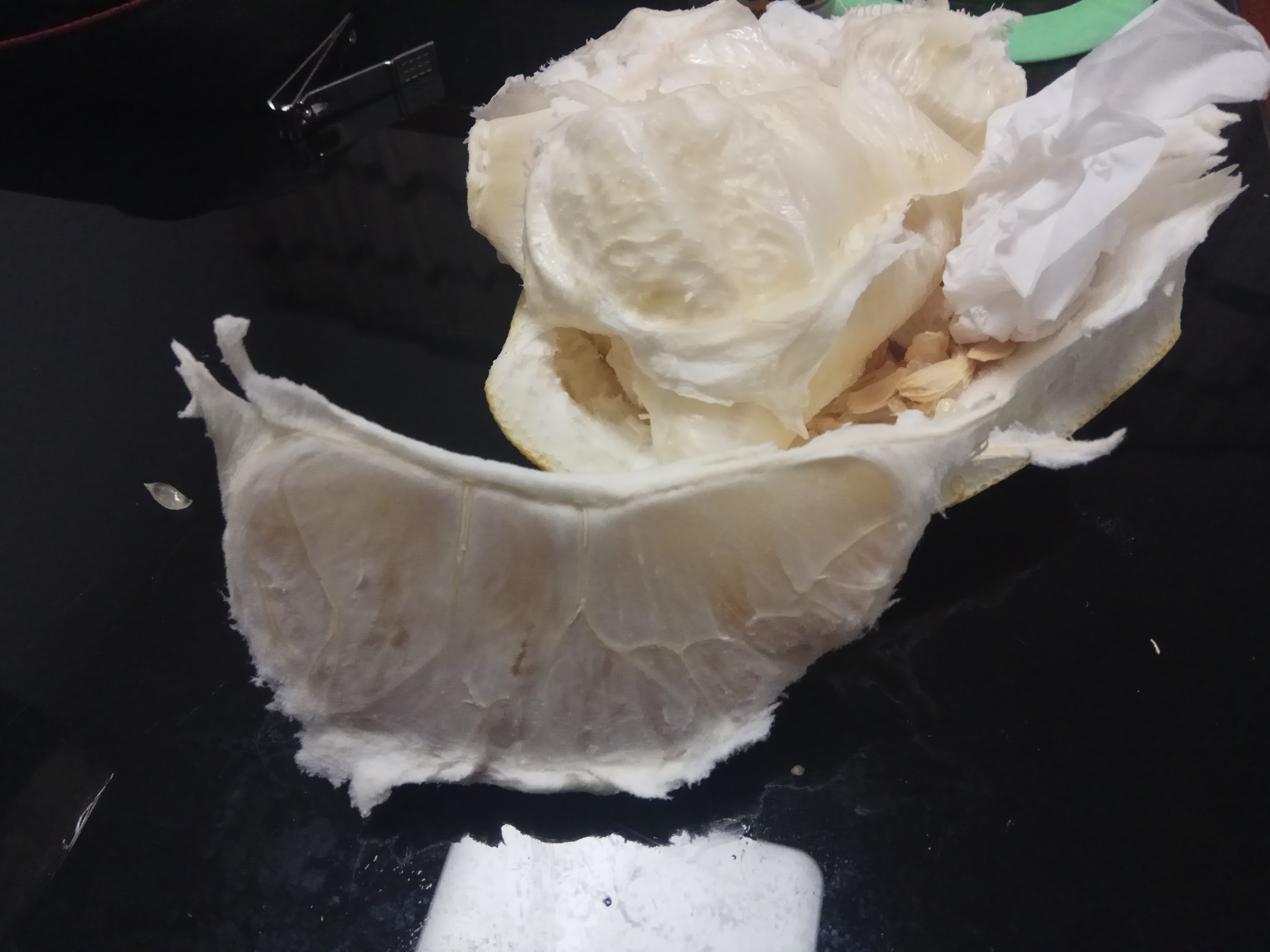
一瓣玉环文旦

1989年11月17日，国家农牧渔业部召开的第二次全国优秀水果评选会上，玉环柚再次夺冠。1990年9月6日，中国民主促进会玉环县小组成立。1991年4月29日，首届中国海岛民俗专题学术讨论会在玉环坎门举行，中外民俗专家学者参加了这次讨论会。1994年1月22日，中国民主促进会玉环县支部成立。1995年6月15日，中共玉环县委机关报《玉环报》复刊（现《今日玉环》）。1996年6月3日，玉环在被中国第二届特产之乡命名大会上，被国务院发展研究中心农村发展研究部等组织命名为“中国文旦之乡”。11月16日至19日，第八届全国海岛市县（区）长联席会议在玉环召开，这次为期四天的会议从11月16日开始，以“全面实施‘九五’规划，突出重点，发挥优势，加快实施海岛经济发展战略”为主题。12月18日，漩门二期蓄淡围垦工程在芦浦镇动工。1998年9月10日，玉环县第十二届人大常委会第四次会议确定文旦树为县树，石榴花为县花。  
进入新世纪，玉环的经济社会各方面蓬勃发展。2000年6月25日，苏泊尔集团签订租赁开发大鹿岛协议书。2001年4月2日，漩门二期蓄淡围垦工程二期堵坝合龙。5月13日，三合潭遗址发掘考古工作开始。9月17日，首届“玉环国际家具博览会”在玉环现代家具城开幕。9月20日，大麦屿3万吨级码头投产暨大麦屿港－日本首航仪式举行。2003年4月21日，华能玉环电厂开工建设，后成为中国首座自行建设的百万千瓦超超临界燃煤机组电厂。2004年1月6日，玉环县成为“浙江省文明城市”。3月6日，76省道复线玉环段开工。5月18日，玉环地标之一——玉环大剧院正式启用。8月12日，台风“云娜”在温岭市石塘镇登陆，受其影响，玉环地区造成直接经济损失14.5亿元，4人死亡。8月27日，玉环县政府奖励于近日上市的苏泊尔和中捷两家上市企业各50万元。9月23日，首届中国海岛文化节在玉环大剧院开幕。活动共持续两天，举行了与中国各海岛县有关的活动，25日闭幕，是玉环的一个重大节庆活动。2005年1月19日，玉环县公安局刑侦大队民警章秀成在追捕杀人犯罪嫌疑人时，因公殉职；1月24日下午举行追悼会。7月25日至29日，浙江省第七届田径运动会在玉环举行。

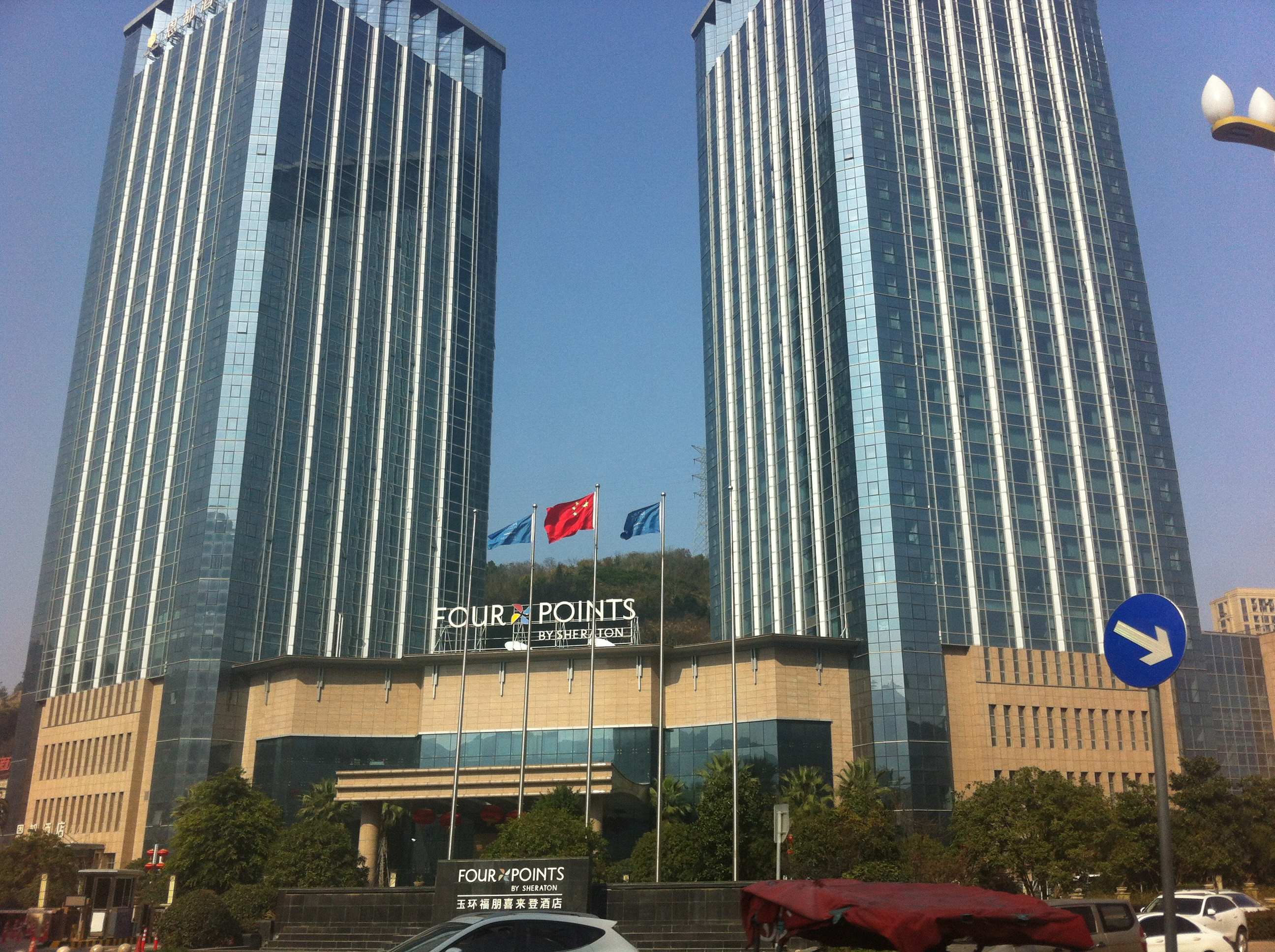
台州玉环福朋喜来登酒店

2006年3月31日，漩门三期围垦工程、台州港大麦屿港区5万吨级码头开工。10月14日，玉环新客运中心正式投运。2007年5月19日，玉环的固定电话和小灵通号码由7位升至8位，于原有7位号码前加“8”。6月18日，楚门中学升格为省一级重点中学。11月24日，华能玉环电厂4号超超临界燃煤机组投产，标志着中国最大的百万千瓦级火电厂建成投产。27日，大鹿岛景区被确认中国国家4A级旅游景区，这是玉环首个国家4A级旅游景区。2008年4月18日，国务院批复，同意大麦屿港由二类口岸升格为一类口岸。10月28日，台州玉环福朋喜来登酒店奠基，该酒店属于喜来登酒店集团旗下的福朋（Four Points by Sheraton）品牌。12月30日，76省道复线温岭太平至玉环漩门段公路贯通。2009年1月12日至13日，玉环举行“全国主流网络媒体聚焦玉环”宣传活动，人民网、新华网、中国网、中国新闻网、央视国际、中国广播网、新浪网、腾讯网、网易、百度等网络媒体记者联合采访，介绍玉环的发展历程和经验。7月7日，大麦屿港对台海上直航客运首航，这是浙江对台海上客运首航，大麦屿港也成为中国大陆第二个对台湾直航的港口。11月12日，第二届中国·玉环海岛文化节开幕式举行，期间举行了一系列精彩的活动。11月13日晚上，第二届中国·玉环海岛文化节闭幕式暨“欢乐中国行·魅力玉环岛”大型综艺晚会在玉环经济开发区上演，晚会由董卿主持，众多歌坛明星登场献声，中国中央电视台综艺频道《欢乐中国行》栏目播出了晚会的实况录像。
2010年11月24日，漩门三期围垦工程龙口顺利合龙。2011年11月24日，玉环市民卡首发仪式举行。12月12日，甬台温复线高速公路乐清湾大桥动工，该大桥起自芦浦镇分水山，终于乐清市南塘镇，投资约58.6亿元。2012年4月26日，中国（玉环）美丽乡村动漫文化节开幕。9月10日，玉环中学正式揭牌。2013年12月27日，玉环公共自行车系统试运行。2014年10月，龙溪乡撤乡设镇。2015年4月26日，韩国唐津市与玉环结为友好城市。2017年4月9日，经国务院批准，同意撤销玉环县，设立县级玉环市，以原玉环县的行政区域为玉环市的行政区域。玉环市人民政府仍驻玉城街道东城路6号。玉环市由浙江省直辖，台州市代管。玉环成为国务院暂停了实施11年多的撤县设市政策后，首次批准撤县设市的四个县之一。2017年5月13日，玉环召开撤县设市大会。9月25日凌晨，玉城街道两间民房起火，造成11人死亡，为玉环“9·25”火灾，玉环成立玉环县消防铁拳办整治相关的安全隐患。2018年5月17日，俄罗斯鞑靼斯坦共和国库克莫尔市与玉环市结为友好城市。9月28日，乐清湾大桥及其接线工程通车，玉环有了高速公路，正式摘掉“无国道、无高速公路、无铁路的全国百强县”的帽子，台州市正式步入浙江省“县县通高速”之列。

## 延伸阅读
- 读古志　还原玉环展复历程（页面存档备份，存于）
- 读古诗　解玉环历史——玉环境名溯源及史事钩沉（页面存档备份，存于）